# Трета македонска ударна бригада
Трета македонска ударна бригада е комунистическа партизанска единица във Вардарска Македония, участвала във въоръжената комунистическа съпротива във Вардарска Македония по време на Втората световна война.
Създадена е на 26 февруари 1944 година в кумановското село Жегляне. Състои се от Народоосвободителния батальон „Стефан Наумов“ – Стив и народоосвободителните Батальони Първи кумановски народоосвободителен партизански батальон Орце Николов и „Християн Тодоровски – Карпош“. Води битки с четнически сили край село Сеяце на 29 февруари и Ново село на 3 март. Отделно от това води битки край селата Биляча, Бущране, Свинище и Ристовац. По време на Пролетната офанзива заедно с други комунистически части води битки при Кратово, Побиен камен, Църноок, Станикин кръст, Знеполе, Лисец, Косматец, Голак, Костурино, Кушкулия, планината Круша и други. Части от трета и втора македонска ударна бригада създават четвърта македонска ударна бригада на 24 юни 1944 година. Партизанинът Панче Пешев пише музиката за химна на бригадата „Ко челик сме ние“. Стиховете са на македонския поет Ацо Шопов, също член на бригадата. Бригадата действа по линията Куманово-Крива паланка като напада български части край Страцин, Младо Нагоричане, Клечевце и други. Части от бригадата отговарят за безопасността на делегатите на Първото заседание на АСНОМ на 2 август 1944 година. На 9 срещу 10 август 1944 разбива български полицейски части от 120 души, а след това заедно Кумановския народоосвободителен отряд напада гарата на Ристовац. На 7 септември 1944 година бригадата заедно с осма и дванадесета македонска ударна бригади влиза в състава на Четиридесет и втора македонска дивизия на НОВЮ. Там бригадата участва в овладяването на Велес, Скопие и Тетово. От там частите и са изпратени на Сремския фронт в началото на януари 1945 година. Бригадата води битки при Илинци, Товарник, Стриживойно, Връполе, Славонска Пожега и други. Орган на бригадата е вестник „Огин“.

## Дейци
- Тихомир Милошевски – командир (26 февруари – 6 август 1944)
- Йордан Цеков, командир (от септември 1944); заместник-командир (от 6 август 1944)
- Коста Яшмаков, командир (от 6 август 1944); началник-щаб (21 юни-6 август 1944)
- Коста Болянович, командир (от март 1945)
- Наум Веслиевски – заместник-командир (26 февруари – 6 август 1944) политически комисар (март-6 юни 1944)
- Васко Карангелевски – заместник-командир (от 21 юни 1944)
- Миле Филиповски – заместник-командир (от март 1945)
- Иван Дойчинов – заместник-командир
- Димче Беловски – политически комисар (26 февруари – 6 август 1944)
- Борис Чушкаров – политически комисар (от 21 юни 1944)
- Петър Баламбуров – Минче – политически комисар (до март 1945)
- Милорад Дренянин – политически комисар (от март 1945)
- Кирил Михайловски – политически комисар
- Златко Биляновски – заместник-политически комисар (от 26 февруари 1944)
- Лиляна Манева – Савелич – заместник-политически комисар (до 6 август 1944)
- Естрея Овадия – заместник-политически комисар на чета
- Стерьо Кранго – Началник-щаб
- Трайко Стойковски – командир на батальон
- Антоние Филиповски – командир на втори батальон
- Перо Ивановски
- Даме Крапчев
- Светислав Ристич
- Лазе Гащовски
- Панде Илиевски
- Исак Сион
- Мордо Нахмияс
- Фана Кочовска
- Хамди Демир
- Борис Милевски – началник-щаб (26 февруари – 6 август 1944)
- Трайко Граматиков (от 6 август)
- Ст. Марковски
- Благой Арсовски – Старка – началник-щаб (до март 1945)
- Трайко Костовски – началнаки-щаб (от март 1945)

## Галерия
- Формиране на трета македонска ударна бригада при Жегляне, 1944
- Трета македонска ударна бригада в боен строй
- Командният щаб на 3-та македонска ударна бригада